# Agromyza yanonis
Agromyza yanonis är en tvåvingeart som först beskrevs av Matsumura 1916.  Agromyza yanonis ingår i släktet Agromyza och familjen minerarflugor. Inga underarter finns listade i Catalogue of Life.